# نصف جبيل
نصف جبيل (بالعبرية: המרכל המרכל) هي قرية فلسطينية تقع في محافظة نابلس شمال الضفة الغربية، وتقع شمال غرب مدينة نابلس. وبحسب تعداد الجهاز المركزي للإحصاء الفلسطيني، بلغ عدد سكانها 394 نسمة في عام 2007. وكان هناك إجمالي 83 أسرة و17 مؤسسة تجارية. بحلول عام 2017، بلغ عدد السكان 471.
يعتمد سكانها في اقتصادهم على زراعة الزيتون، ويتوفر فيها الخدمات العامة من مياه وكهرباء منذ ثمانينيات القرن العشرين، ويوجد فيها أيضاً مدرسة للبنين والبنات للصف الثامن الأساسي، ويدير القرية مجلس قروي يأتي أعضائه بالانتخاب.

## الجغرافيا
تقع قرية نصف الجبيل على مصطبة على طول مخرج وادي نيب في وادي سبسطية، على ارتفاع تقريبي يبلغ 400 متر فوق مستوى سطح البحر. تقع على بعد 2.5 كيلومتر شرق مدينة سبسطية. وتشمل المناطق القريبة الأخرى إجنسنيا إلى الجنوب، وياصيد إلى الشرق، وبيت إمرين إلى الشمال. ويعتبر نبع عين شرقية القريب مصدرًا للمياه، ويوجد في القرية 30 خزانًا.

## تاريخ
عثر بالقرية على قطع فخارية من أواخر العصر الروماني والبيزنطي وأوائل العصر الإسلامي والعصور الوسطى.

### العصر العثماني
في عام 1596 ظهرت نصف جبيل في سجلات الضرائب العثمانية باسم "جبيل"، وهي قرية في ناحية جبل سامي في لواء نابلس. وكان عدد سكانها 30 أسرة مسلمة و 36 أسرة مسيحية. وكانوا يدفعون ضريبة ثابتة بنسبة 33.3% على المنتجات الزراعية، بما في ذلك القمح والشعير والمحاصيل الصيفية وأشجار الزيتون والماعز وخلايا النحل؛ أي ما مجموعه 10040 آقجة. 1/3 من الإيرادات ذهبت إلى الوقف.
في عام 1838 كان هناك ما يقرب من 200 مسيحي، بما في ذلك كاهن يعيشون في القرية. كان المسيحيون من الطائفة الأرثوذكسية اليونانية.
عثر فيكتور غيرن على تابوت قديم في نصف جبيل، كان يستخدم كمجرى للمياه. وقد قدر عدد السكان بنحو 300 نسمة، بما في ذلك بعض المسيحيين. في عام 1882، وُصفت نصف جبيل بأنها "قرية صغيرة في وادٍ مفتوح، بها نبع ماء إلى الشرق وأشجار زيتون. بعض سكانها مسيحيون يونانيون".
وفي عام 1870/1871 (1288 هـ)، أدرجت إحدى القرى في ناحية إدارية وادي الشاعر في تعداد عثماني.

### عصر الانتداب البريطاني
في تعداد فلسطين عام 1922 الذي أجراه الانتداب البريطاني على فلسطين، بلغ عدد سكانها 162 نسمة (بما في ذلك 88 مسيحيًا)، وارتفع إلى 210 نسمة (بما في ذلك 105 مسيحيين) في تعداد عام 1931.
وفي إحصاءات عام 1945 بلغ عدد السكان 260 نسمة؛ منهم 80 مسلماً و180 مسيحياً، في حين سجلت المساحة الإجمالية للأرض 5054 دونماً. ومن هذه المساحة، كانت 890 دونمًا من المزارع والأراضي القابلة للري، و2443 دونمًا تستخدم لزراعة الحبوب، في حين كانت 28 دونمًا من الأراضي المبنية.

### العصر الأردني
في أعقاب الحرب العربية الإسرائيلية عام 1948، وبعد اتفاقيات الهدنة عام 1949، أصبحت نصف جبيل تحت الحكم الأردني.
في عام 1961، بلغ عدد سكان نصف جبيل 228 نسمة، منهم 50 مسيحيًا.

### 1967 حتى الآن
منذ حرب 1967، كانت نصف جبيل تحت الاحتلال الإسرائيلي، ووفقًا للتعداد الإسرائيلي في ذلك العام، بلغ عدد سكان نصف جبيل 221 نسمة، منهم 14 مسجلين على أنهم قدموا من إسرائيل.
في عام 1979 بلغت المساحة المبنية لقرية نصف الجبيل 25 دونماً. كان مركز القرية يحتوي على عدد قليل من المنازل القديمة، وكنيستين أرثوذكسيتين يونانيتين ومسجد، يسمى مسجد نصف الجبيل. نصف جبيل هي قرية مختلطة من السكان المسيحيين والمسلمين.

## التركيبة السكانية

### الأصول المحلية
بعض سكان القرية هم من المسيحيين ذوي الأصول الأردنية. ويرجع آخرون أصولهم إلى برقة وبيت إمرين.

## روابط خارجية
- مرحباً بكم في نصف الجبيل
- مسح غرب فلسطين، الخريطة 11: سلطة الآثار الإسرائيلية، ويكيميديا كومنز
- نيفس جبيل، صورة جوية، معهد الأبحاث التطبيقية – القدس (أريج)
- نبذة عن قرية نصف جبيل من تصميم شركة نيوبيل